# Michaił Mizincew
Michaił Mizincew (ros. Михаил Евгеньевич Мизинцев; ur. 10 września 1962 w miejscowości Awerinskaja w obwodzie wołogodzkim) – rosyjski generał pułkownik, wiceminister obrony Federacji Rosyjskiej, były szef Narodowego Centrum Zarządzania Obroną Federacji Rosyjskiej.
Nazywany „rzeźnikiem Mariupola” i uznawany za dowódcę nadzorującego oblężenie Mariupola, gdzie, kierując bombardowaniem tego miasta przez siły rosyjskie, stosował taktyki poprzednio wykorzystywane w oblężeniu Aleppo w Syrii. Jest oskarżany w szczególności o organizowanie bombardowań Mariupola, w których zabitych zostało tysiące cywilów, w tym ostrzału szpitala położniczego i teatru w Mariupolu, gdzie zginęły setki dzieci.
Decyzją z dnia 3 czerwca 2022 r. Rada Unii Europejskiej nałożyła na Mizincewa sankcje za wspieranie działań podważających integralność terytorialną, suwerenność i niezależność Ukrainy.